# Pelagos (Arcadia)
Pelagos este un oraș în Grecia în prefectura Arcadia.